# Pekka Vapaavuori (musiker)
För arkitekten med samma namn, se Pekka Vapaavuori (arkitekt).
Veli-Pekka Vapaavuori, född 20 mars 1945 i Bräkylä, är en finländsk pianist (även fortepiano), organist, cembalist, klavikordist och musikpedagog. 
Vapaavuori, som är elev till bland andra Tapani Valsta, har verkat som lektor vid Sibelius-Akademins avdelning i Kuopio samt som rektor för Kuopio konservatorium (1991–1996) och Sibelius-Akademin (1998–2001). Han är en av Finlands främsta kännare och utövare av historiska klaverinstrument. Han har även gjort internationella framträdanden och publicerat skrifter.